# Makary (Głuchariow)
Makary, imię świeckie Michaił Jakowlewicz Głuchariow (ur. 19 października?/30 października 1792 we Wiaźmie, zm. 1847) – rosyjski duchowny prawosławny, misjonarz na Ałtaju, tłumacz Biblii na język rosyjski. 

## Życiorys
Był synem kapłana prawosławnego. W 1813 ukończył z wyróżnieniem seminarium duchowne w Smoleńsku i został w nim zatrudniony jako wykładowca łaciny. W 1814, dzięki uzyskiwanym wcześniej wysokim wynikom w nauce i pozytywnej ocenie pracy pedagogicznej został skierowany na wyższe studia teologiczne na Petersburską Akademię Duchowną. Już wtedy biegle posługiwał się poza łaciną językami hebrajskim, greką, jak również nowożytnymi językami niemieckim i francuskim. W czasie studiów Michaił Głuchariow poznał rektora Akademii, archimandrytę Filareta (Drozdowa); spotkanie to miało znaczący wpływ na jego późniejsze życie i działalność, a obydwaj duchowni stale korespondowali. Michaił Głuchariow ukończył studia z tytułem magistra nauk teologicznych w 1817 i został zatrudniony w seminarium duchownym w Jekaterynosławiu jako inspektor oraz wykładowca języka niemieckiego i historii Kościoła. Jeszcze w tym samym roku otrzymał dodatkowo stanowisko rektora szkoły powiatowej oraz szkoły parafialnej w Jekaterynosławiu. 24 czerwca 1818 złożył wieczyste śluby mnisze przed biskupem jekaterynosławskim Hiobem, przyjmując imię Makary. Następnego dnia został wyświęcony na hierodiakona, zaś po trzech dniach – na hieromnicha. W 1821 został przeniesiony na stanowisko rektora seminarium duchownego w Kostromie i tam otrzymał godność archimandryty.
W 1825 archimandryta Makary przestał pełnić obowiązki rektora i przybył do ławry Peczerskiej, by zamieszkać w niej jako zwykły mnich. Szybko jednak przeniósł się do Pustelni Kitajewskiej. Ubiegał się o stanowisko bibliotekarza Moskiewskiej Akademii Duchownej, nie uzyskał jednak zgody Synodu, zamiast tego zezwolono mu na wyjazd do Pustelni Glińskiej. Przebywając w wymienionym monasterze archimandryta Makary zajmował się przekładami literatury patrystycznej i pisaniem pieśni paraliturgicznych. W 1829 uzyskał zgodę Synodu na wyjazd na Syberię w charakterze misjonarza. Początkowo został skierowany do eparchii tobolskiej w celu wspierania akcji misyjnej wśród ludów rdzennych, koordynowanej przez miejscowego arcybiskupa Eugeniusza. Na miejscu, mając do wyboru wyjazd w rejony zamieszkane przez Chantów i Mansów lub do Kazachstanu, zdecydował się na drugą możliwość z uwagi na słabe zdrowie. Ostatecznie jednak w 1830 został skierowany na Ałtaj.
Archimandryta Makary dotarł do Bijska razem z dwoma słuchaczami prawosławnego seminarium duchownego w Tobolsku. Datę 7 września 1830, gdy dokonali pierwszego chrztu, uważa się za początek prawosławnej rosyjskiej misji w regionie. W ramach jej działalności archimandryta Makary przełożył na dialekt teleucki cztery ewangelie, wybrane listy apostolskie i fragmenty Dziejów Apostolskich, wybrane psalmy, niektóre modlitwy oraz katechizm metropolity Filareta. W miarę poszerzania swojego doświadczenia w pracy misyjnej doszedł jednak do wniosku, że znacznie pożyteczniejsze było posługiwanie się przekładami Biblii na język rosyjski. Interesował się nie tylko szerzeniem prawosławia wśród rdzennej ludności Rosji: w 1839 przedstawił Synodowi projekt akcji misyjnej wśród muzułmanów i żydów rosyjskich. W tym samym roku przyjechał do Petersburga na leczenie; wykorzystał swój pobyt w stolicy także dla szerzenia idei dokonania pełnego przekładu Biblii na język rosyjski, nie spotkał się jednak ze zrozumieniem, zaś metropolita petersburski Serafin groził mu nawet zesłaniem do monasteru Przemienienia Pańskiego i św. Eutymiusza w Suzdalu. Mimo to Makary podjął prace nad tłumaczeniem Biblii. Przełożone przez siebie fragmenty wysyłał do Synodu, za co została na niego nałożona epitemia, którą odbył w siedzibie biskupa eparchialnego.
W 1842 archimandryta Makary, być może pragnąc całkowicie poświęcić się pracom nad tłumaczeniem Biblii, poprosił Synod o zwolnienie z obowiązków przełożonego misji na Ałtaju. Synod skierował go w 1844 do Optyńskiego Monasteru Trójcy Świętej k. Bołchowa w charakterze przełożonego. Duchowny kontynuował w klasztorze prace nad przekładem Biblii do śmierci w 1847.

## Kult
W 1984 archimandryta Makary został ogłoszony świętym czczonym lokalnie w eparchii barnaułskiej i ałtajskiej, zaś w 2000 jego kult został rozszerzony na całą Rosyjską Cerkiew Prawosławną.